# DAYDREAM (南佳孝のアルバム)
『DAYDREAM』（デイドリーム）は、南佳孝の8作目のオリジナル・アルバム。1983年7月21日にCBS・ソニーから発売された。規格品番は、LP：28AH 1560、CT：28KH 1347、CD：32DH 481。

## 概要
作曲はすべて南自身が、編曲は井上鑑が手掛けており、ロックやエスニックミュージック、ニューロマンティックなどの要素を取り入れた都会的で幅の広いサウンドが特徴となっている。ミックスはスティーリー・ダン等を手掛けた音楽プロデューサー、エリオット・シャイナーが担当している。
アートワークはグラフィックデザイナーで画家の奥村靫正が担当しており、ジャケットの絵画はアメリカの建築家フランク・ロイド・ライトの有名な建築物がモチーフになっている。
シングル「昼下がりのテーブル」を収録している。A-1「ビート」はシングルカットされ、本作と同日に発売された。
帯コピー：陽炎がゆれ、アスファルトに夢が流れ出す

### 再発売
CDは1991年9月15日にCD選書として再発売され、ほかBlu-spec CD仕様が2014年10月8日にタワーレコード限定で、2024年8月7日にはGT Musicの″ALDELIGHT CITY POP COLLECTION″シリーズ第3回の1枚として再発売された。

## 収録曲

### LP / CT
| 全作曲: 南佳孝、全編曲: 井上鑑。 |                          |            |            |      |
| #                                | タイトル                 | 作詞       | 作曲・編曲 | 時間 |
| 1.                               | 「ビート」               | 小林和子   | 南佳孝     | 3:52 |
| 2.                               | 「素足の女」             | 来生えつ子 | 南佳孝     | 4:33 |
| 3.                               | 「曠野へ」               | 松本隆     | 南佳孝     | 5:06 |
| 4.                               | 「昼下がりのテーブル」   | 松本隆     | 南佳孝     | 3:03 |
| 5.                               | 「サマー・ミュージアム」 | 南佳孝     | 南佳孝     | 3:39 |

| 全作曲: 南佳孝、全編曲: 井上鑑。 |                              |              |            |      |
| #                                | タイトル                     | 作詞         | 作曲・編曲 | 時間 |
| 1.                               | 「シルバー・シューズ」       | 田口俊       | 南佳孝     | 3:43 |
| 2.                               | 「ナイトムーヴ」             | 来生えつ子   | 南佳孝     | 4:45 |
| 3.                               | 「めまい」                   | 来生えつ子   | 南佳孝     | 4:10 |
| 4.                               | 「水の眠り」                 | 来生えつ子   | 南佳孝     | 4:17 |
| 5.                               | 「デイドリーム・アイランド」 | 南佳孝・西周 | 南佳孝     | 3:39 |

### CD
| 全作曲: 南佳孝、全編曲: 井上鑑。 |                              |              |            |      |
| #                                | タイトル                     | 作詞         | 作曲・編曲 | 時間 |
| 1.                               | 「ビート」                   | 小林和子     | 南佳孝     | 3:52 |
| 2.                               | 「素足の女」                 | 来生えつ子   | 南佳孝     | 4:33 |
| 3.                               | 「曠野へ」                   | 松本隆       | 南佳孝     | 5:06 |
| 4.                               | 「昼下がりのテーブル」       | 松本隆       | 南佳孝     | 3:03 |
| 5.                               | 「サマー・ミュージアム」     | 南佳孝       | 南佳孝     | 3:39 |
| 6.                               | 「シルバー・シューズ」       | 田口俊       | 南佳孝     | 3:43 |
| 7.                               | 「ナイトムーヴ」             | 来生えつ子   | 南佳孝     | 4:45 |
| 8.                               | 「めまい」                   | 来生えつ子   | 南佳孝     | 4:10 |
| 9.                               | 「水の眠り」                 | 来生えつ子   | 南佳孝     | 4:17 |
| 10.                              | 「デイドリーム・アイランド」 | 南佳孝・西周 | 南佳孝     | 3:39 |
| 合計時間:                        | 合計時間:                    | 合計時間:    | 40:51      |      |

## シングル

### 概要
表題曲「昼下がりのテーブル」はサントリー ″サマーギフト″ イメージソングとして使用された。シングルレコードの表記では、A・B面曲ともに英語のサブタイトルが付けられている。

### 収録曲
| 全作曲: 南佳孝、全編曲: 井上鑑。 |                                         |            |            |      |
| #                                | タイトル                                | 作詞       | 作曲・編曲 | 時間 |
| A.                               | 「昼下がりのテーブル」(AFTERNOON TABLE) | 松本隆     | 南佳孝     | 3:04 |
| B.                               | 「水の眠り」(ONDINE)                    | 来生えつこ | 南佳孝     | 4:27 |
| 合計時間:                        | 合計時間:                               | 合計時間:  | 7:31       |      |

### 概要
アルバム『DAYDREAM』と同日発売。表題曲「ビート」はマクセル ″オーディオバッテリー″ イメージソングとして使用された。ジャケットは『DAYDREAM』の裏ジャケットのデザインを流用している。

### 収録曲
| 全作曲: 南佳孝、全編曲: 井上鑑。 |            |           |            |      |
| #                                | タイトル   | 作詞      | 作曲・編曲 | 時間 |
| A.                               | 「ビート」 | 小林和子  | 南佳孝     | 3:53 |
| B.                               | 「曠野へ」 | 松本隆    | 南佳孝     | 5:06 |
| 合計時間:                        | 合計時間:  | 合計時間: | 8:59       |      |